# HD 166023
HD 166023，又名CD-3015316，SAO 209803、HR 6780，是一颗恒星，视星等为5.53，位于銀經1.1，銀緯-5.49，其B1900.0坐标为赤經18h 3m 38.8s，赤緯-30° -5.49′ 40″。